# 33 Dywizjon Pancerny

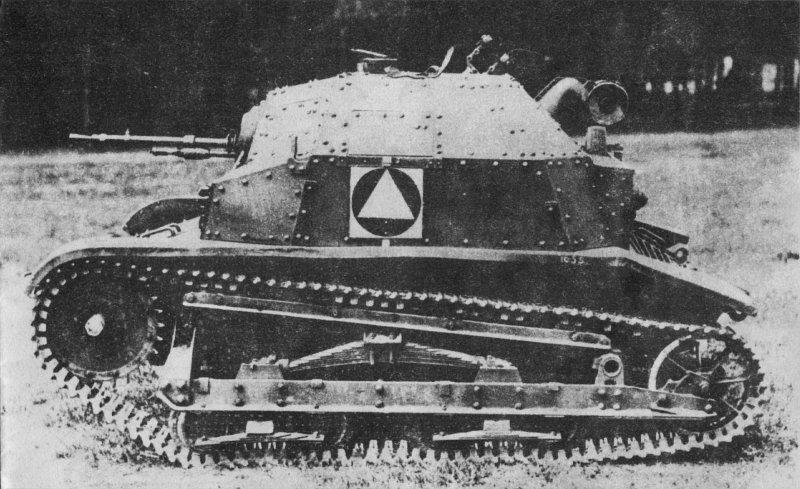
TKS -czołg podstawowy dywizjonu

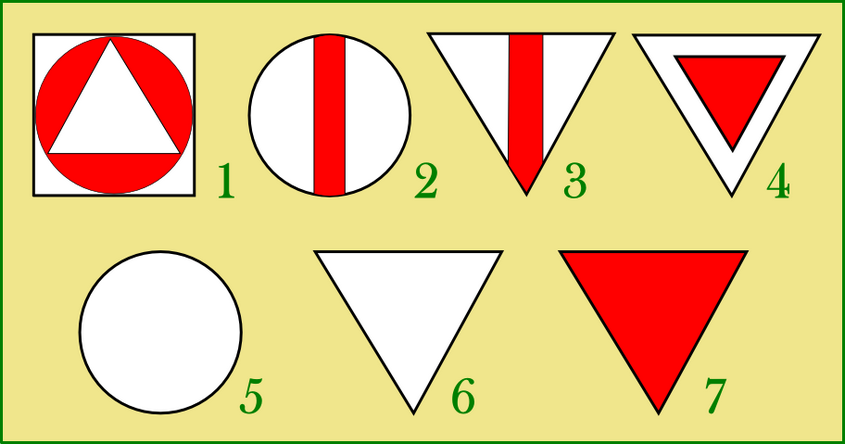
Znaki taktyczne malowane na czołgach lekkich i rozpoznawczych

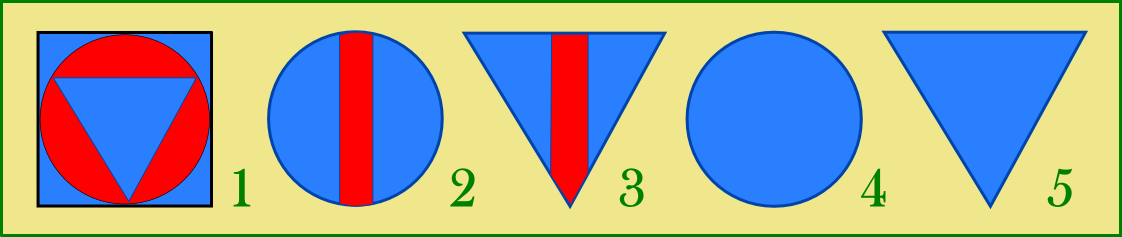
Znaki taktyczne malowane na pojazdach pancernych

33 Dywizjon Pancerny – pancerny pododdział rozpoznawczy Wojska Polskiego II Rzeczypospolitej.
Dywizjon nie występował w pokojowej organizacji wojska. Został sformowany w alarmie w dniach 24–25 sierpnia 1939 roku dla Wileńskiej Brygady Kawalerii w grupie jednostek oznaczonych kolorem czerwonym. Jednostką mobilizującą był 7 batalion pancerny (wydzielony szwadron pancerny z Wilna).

## Struktura organizacyjna
- dowództwo (poczet dowódcy)
- szwadron samochodów pancernych (8 wozów bojowych wzór 34-II)
- szwadron czołgów rozpoznawczych – (13 czołgów TKS)
- szwadron? (pluton?) techniczno - gospodarczy

## Obsada personalna
Obada personalna we wrześniu 1939
- dowódca – kpt. Władysław Łubieński
- adiutant – por. Wacław Stradomski
- dowódca szwadronu czołgów – por. Wiktor Szyksznel
  - dowódca 1 plutonu – chor. Walenty Śliwiński
  - dowódca 2 plutonu – por. Sławomir Iwiński[c]
- dowódca szwadronu samochodów pancernych – por. Karol Smolak
- dowódca 1 plutonu – por. Witold Soiński [4][5]
- dowódca plutonu techniczno - gospodarczego – por. Gracjan Fróg